# Tales of Halloween
Tales of Halloween è un film horror a episodi del 2015.
Composto da dieci episodi diretti da altrettanti registi costitutori della "October Society" e ambientato in una piccola città statunitense, è un omaggio alla festa di Halloween e all'horror, affrontati con un tono ironico.

## Trama

### Episodi
1. Sweet Tooth - Una babysitter e il suo fidanzato raccontano al bambino che hanno in custodia, la storia di Timmy che uccise i genitori per avergli mangiato tutti i dolci raccolti durante la notte di Halloween e che ogni anno torna per averne degli altri in cambio della vita. I due moriranno per aver mangiato tutti i dolci del bambino e non averne avuti per pagare il pegno a Timmy.
2. The Night Billy Raised Hell - Un bambino viene spinto dai suoi coetanei a imbrattare la casa di un anziano con delle uova. Viene preso in ostaggio dall'uomo, in realtà il diavolo in persona che con l'aiuto di un complice mascherato come il bambino compie malefatte sempre più gravi durante la notte di Halloween. Il bambino verrà infine lasciato libero giusto in tempo per venire raggiunto e incolpato dalla polizia.
3. Trick - Un gruppo di quattro adulti viene assalito da dei bambini nella propria casa, e ne vengono uccisi uno ad uno. Nel finale viene rivelato che i bambini lo hanno fatto per vendicare dei propri coetanei uccisi e torturati per divertimento dai quattro amici.
4. The weak and the weaked - Un ragazzo evoca un demone per vendicarsi di tre bulli che bruciarono la roulotte dove vivevano i suoi genitori uccidendoli.
5. Grim Grinning Ghost - Una ragazza viene perseguitata nel tragitto verso casa da un fantasma, la cui leggenda enuncia che chi si volta a osservarlo verrà ucciso.
6. Ding Dong - Una coppia non riesce ad avere figli, la donna ha una parte malvagia che a poco poco prende sempre più il predominio sulle sue azioni fino a cucinare il marito nel forno dopo aver scoperto che si è sottoposto a vasectomia.
7. This Means War - La notte di Halloween un anziano signore e un metallaro si scontrano per le reciproche decorazioni dei giardini, le une sgradite all'altro.
8. Friday the 31st - Una donna inseguita da un serial killer deforme viene uccisa, subito dopo arriva un alieno che viene schiacciato dal serial killer che prende possesso del corpo della ragazza per cui si invertono le parti.
9. The Ransom of Rusty Rex - Due uomini rapiscono quello che credono essere il figlio di un ricco impresario, salvo poi accorgersi che è un terribile mostro.
10. Bad Seed - Un detective investiga sugli omicidi compiuti da una zucca di Halloween posseduta.